# Crella carnosa
Crella carnosa är en svampdjursart som först beskrevs av Topsent 1904.  Crella carnosa ingår i släktet Crella och familjen Crellidae. Inga underarter finns listade i Catalogue of Life.